# Norman a duchové
Norman a duchové (v anglickém originále ParaNorman) je animovaný film technikou stop motion (fázová animace) z roku 2012 z distribuce Focus Features od produkční společnosti Laika v režii Sama Fella.

## Děj
Norman Babcock bydlí v městečku Blithe Hollow, kde i navštěvuje místní školu. Mezi spolužáky ale nezapadá kvůli své schopnosti mluvit s mrtvými, o které ale nikdo jiný, než jeho excentrický nový kamarád Neil nevěří, že je skutečná. Jednoho dne Normanovi jeho strýc, místní podivín, řekne o rituálu, který musí provést, aby po jeho smrti, která se podle něj blíží, ochránil město před kletbou, kterou na něj před staletími uvrhla zlá čarodějnice.

## Obsazení
| Kodi Smit-McPhee         | Norman Babcock         |
| Tucker Albrizzi          | Neil Downe             |
| Anna Kendrick            | Courtney Babcocková    |
| Casey Affleck            | Mitch Downe            |
| Christopher Mintz-Plasse | Alvin                  |
| Leslie Mann              | Sandra Babcocková      |
| Jeff Garlin              | Perry Babcock          |
| Jodelle Ferland          | Agatha Prenderghastová |
| Tempestt Bledsoe         | šerif Hooperová        |
| Bernard Hill             | soudce Hopkins         |
| Elaine Stritch           | babička Babcocková     |
| John Goodman             | pan Prenderghast       |
| Alex Borstein            | paní Henscherová       |
| Scott Menville           | zástupce šerifa Wayne  |
| Hannah Noyes             | Salma                  |